# Hejnał Kęty (piłka siatkowa)
TS Hejnał Kęty – męska drużyna siatkarska będąca sekcją siatkówki klubu sportowego Hejnał z Kęt, która zlikwidowana została w 2009 r.

## Historia
Powstała 15 stycznia 1975 roku. W sezonie 1975/1976 roku drużyna seniorów rozpoczęła rozgrywki w krakowskiej klasie B, gdzie po wygraniu 11 spotkań, bez straty punktów, awansowała do klasy A. Bardzo szybki awans do grupy A spowodował jeszcze szybszy spadek, co było spowodowane niedoświadczeniem zawodników i brakiem ogrania z silniejszymi rywalami. W sezonie 1986/1987 w rozgrywkach klasy wojewódzkiej zespół seniorów zajął 3. miejsce, a zespół juniorów starszych 4. miejsce. Sukcesem zakończyły się rozgrywki juniorów młodszych, drużyna zdobyła 2. miejsce, awansując do finału Makroregionu Śląskiego, który odbył się w Częstochowie. W sezonie 1991/1992 zespół seniorów zajął 1. miejsce, tym samym zapewniając awans do III Ligi. Potwierdzeniem klasy zawodników tej sekcji było powołanie do Kadry Narodowej Juniorów Piotra Gruszki – wychowanka Andrzeja Pietrzyka. Odszedł on do klubu I Ligi BBTS Bielsko-Biała. W sezonie 2006/2007 zespół uzyskał awans do II Ligi.